# Freiheitsdenkmal (Riga)

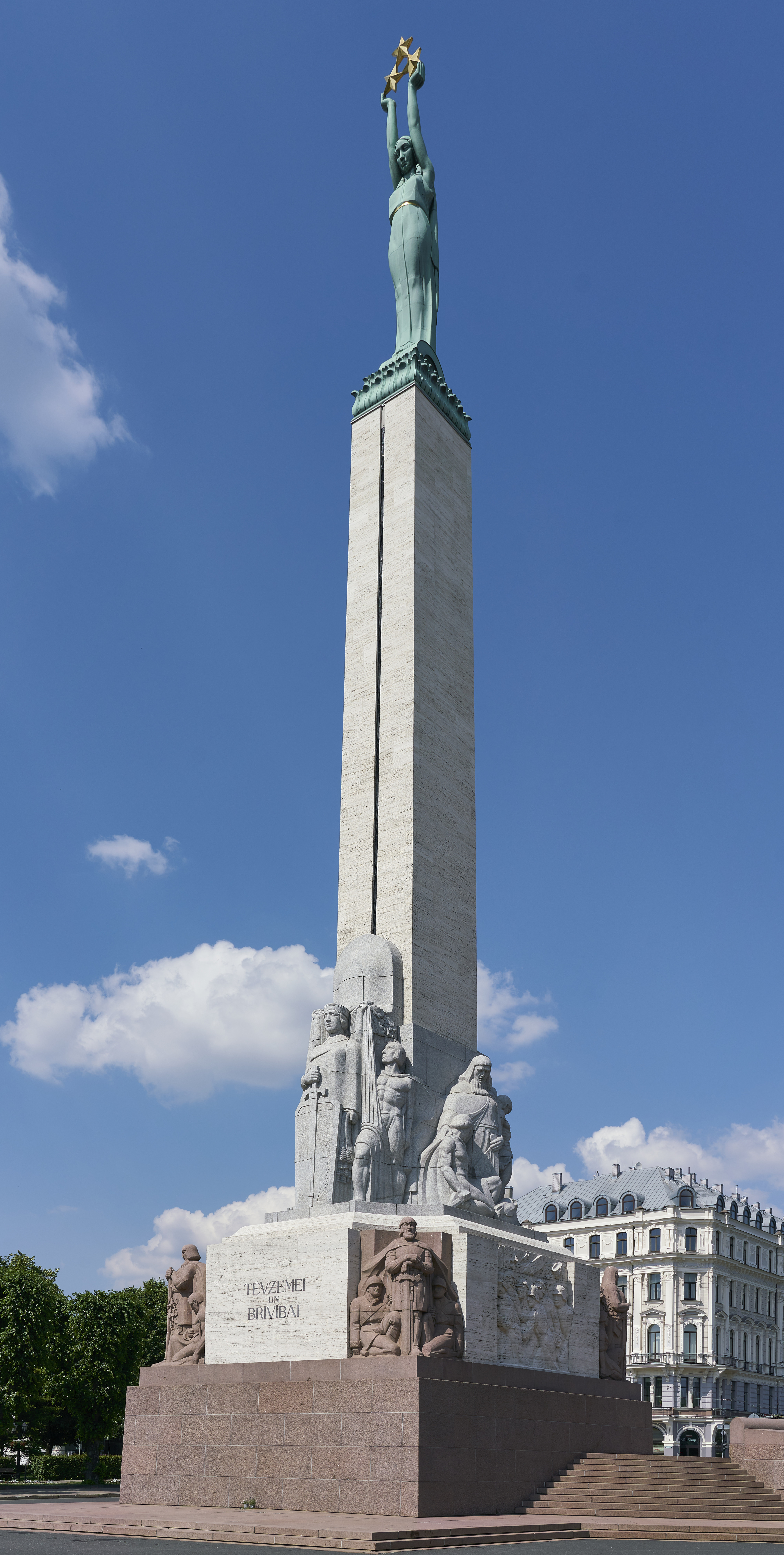

Das Freiheitsdenkmal (lettisch: Brīvības piemineklis) im Stadtzentrum der lettischen Hauptstadt Riga ist das Symbol für die nationale Souveränität Lettlands.

## Vorgeschichte
Auf dem Gelände des einstigen Ravelins ließ die Verwaltung des Gouvernements Livland 1910, zum 200. Jubiläum des Unterwerfungsvertrages, durch den die Stadt Riga und die Livländische Ritterschaft 1710 Peter den Großen als neuen Herrscher anerkannt hatten, ein Reiterstandbildes dieses Zaren errichten. Doch schon 1915, als im Ersten Weltkrieg die deutschen Truppen auf Riga vorrückten, wurde es wieder abgebaut, um es per Schiff nach Petrograd in Sicherheit zu bringen. Dort kam das Reiterstandbild nie an, da das Schiff von der Kaiserlichen Marine versenkt wurde.

## Errichtung
An der Stelle des einstigen Zar-Peter-Denkmals, des Symbols der russischen Herrschaft über die Letten, errichtete die junge Republik Lettland von 1931 bis 1935 ihr Freiheitsdenkmal. Es befindet sich auf dem Freiheitsboulevard (lettisch Brīvības bulvāris, bis 1918 Alexander-Boulevard), der als Magistrale von der Altstadt durch die Neustadt nach Osten führt. Finanziert wurde der Bau durch Spenden aus der lettischen Bevölkerung. Es wurde von dem Architekten Ernests Štālbergs nach genauen Vorgaben des damals sehr angesehenen Bildhauers Kārlis Zāle realisiert.

## Erhaltung während der sowjetischen Besatzung
Das Denkmal blieb auch während der deutschen und später der sowjetischen Besatzung Lettlands unberührt. Nach dem Ende des Zweiten Weltkrieges sollte das Denkmal gesprengt werden. Die in Riga geborene Bildhauerin Vera Muchina (russisch Вера Мухина, 1889–1953), Schöpferin der Monumentalskulptur „Arbeiter und Kolchosbäuerin“, eine Schülerin von Kārlis Zāle, soll sich für den Erhalt des Denkmals eingesetzt haben. Eine Anekdote berichtet, dass, als das Denkmal baufällig wurde und abgetragen werden sollte, der Rigaer Bürgermeister die Straße um das Freiheitsdenkmal kurzerhand als Fußgängerzone auswies (angeblich, um Gefahren für den Straßenverkehr zu vermeiden) und somit das Monument rettete.
Das Denkmal wurde in der Lettischen SSR schließlich wegen seines „künstlerischen Werts“ an seinem Platz belassen, jedoch wurde in rund 300 Meter Entfernung vom Freiheitsdenkmal am anderen Ende des Boulevards ein Lenindenkmal errichtet – mit Blick gen Osten.

## Beschreibung und Deutung

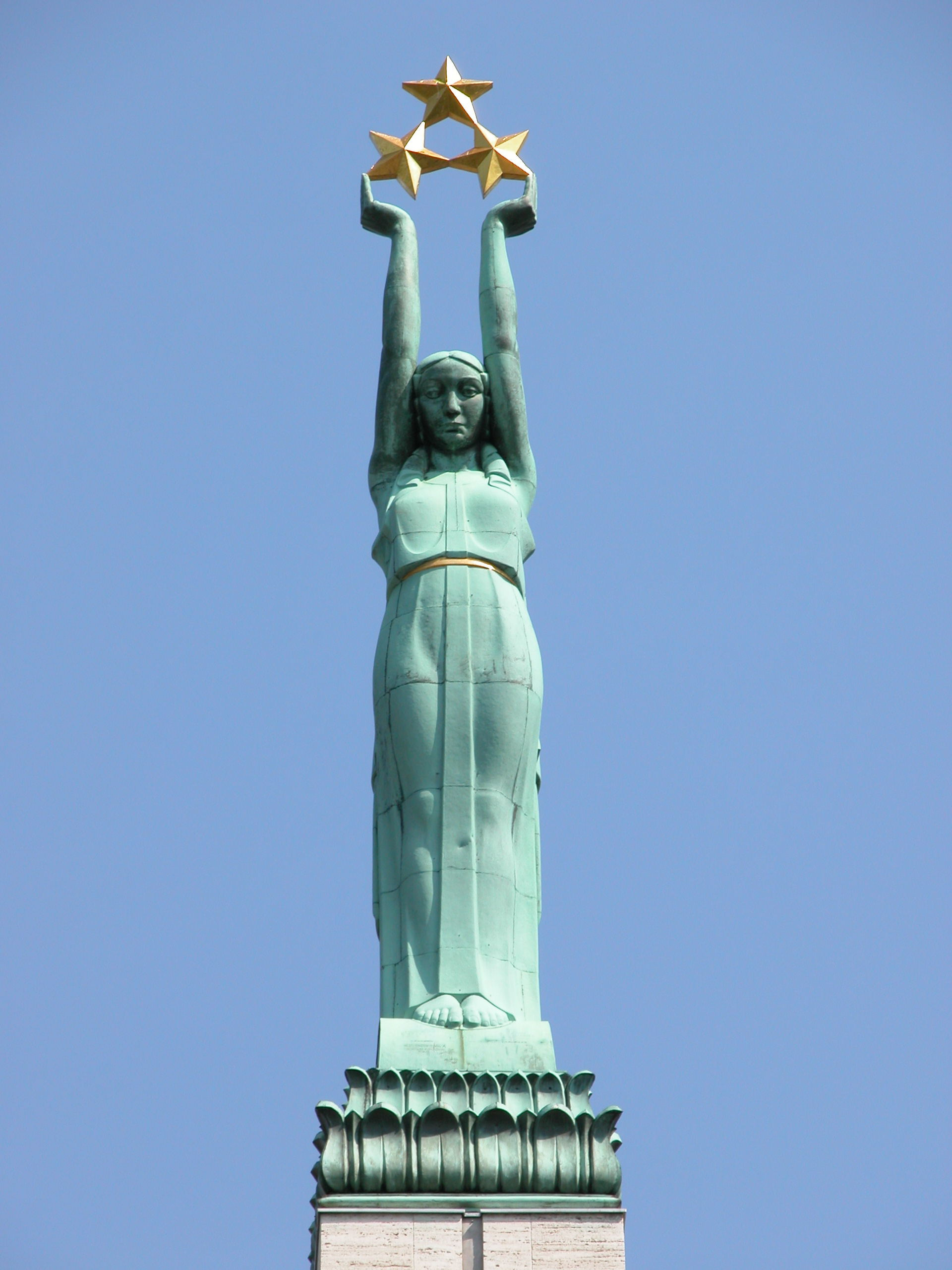
Die Freiheitsstatue – 2004

Am Fuße des insgesamt 42,7 Meter hohen Denkmals stellen verschiedene Skulpturen(gruppen), bestehend aus 56 Einzelskulpturen, Motive der lettischen Mythologie, Werte der lettischen Kultur und wichtige Ereignisse der lettischen Geschichte symbolisch dar, so zum Beispiel die Wächter des Vaterlands, die Mutter Lettland sowie Arbeit und Familie. Die Vorderfront des Sockels trägt die Inschrift „Tēvzemei un Brīvībai“ (deutsch „Für Vaterland und Freiheit“).
Auf einem Postament steht ein 19 Meter hoher Obelisk, auf dessen Spitze sich die 9 Meter große Allegorie der Freiheit befindet, eine Statue, die die Selbständigkeit Lettlands verkörpert. Die drei Sterne in den Händen der weiblichen Figur symbolisieren die drei historischen Regionen Lettlands – Kurzeme (deutsch: Kurland) (einschließlich Zemgale (deutsch: Semgallen)), Vidzeme (deutsch: Livland) und Latgale (deutsch: Lettgallen).
Während der Zeit, als Riga Hauptstadt der Lettischen SSR war, wurde von offizieller Seite eine andere Auslegung dieser drei Sterne präferiert. Demgemäß symbolisierten sie die Einheit der drei baltischen Sowjetrepubliken Estnische SSR, Lettische SSR und Litauische SSR.
Bemerkenswert ist die Ausrichtung des Denkmals: Die Freiheitsgestalt (im Volksmund Milda genannt) blickt – ebenso wie alle selbstbewusst und mit stolzem Ausdruck dargestellten Figuren im Sockel des Denkmals – nach Westen. Im Gegensatz hierzu blicken Figuren, die mit gesenktem Haupt und in Ketten dargestellt sind, in Richtung Osten.

## Bedeutung

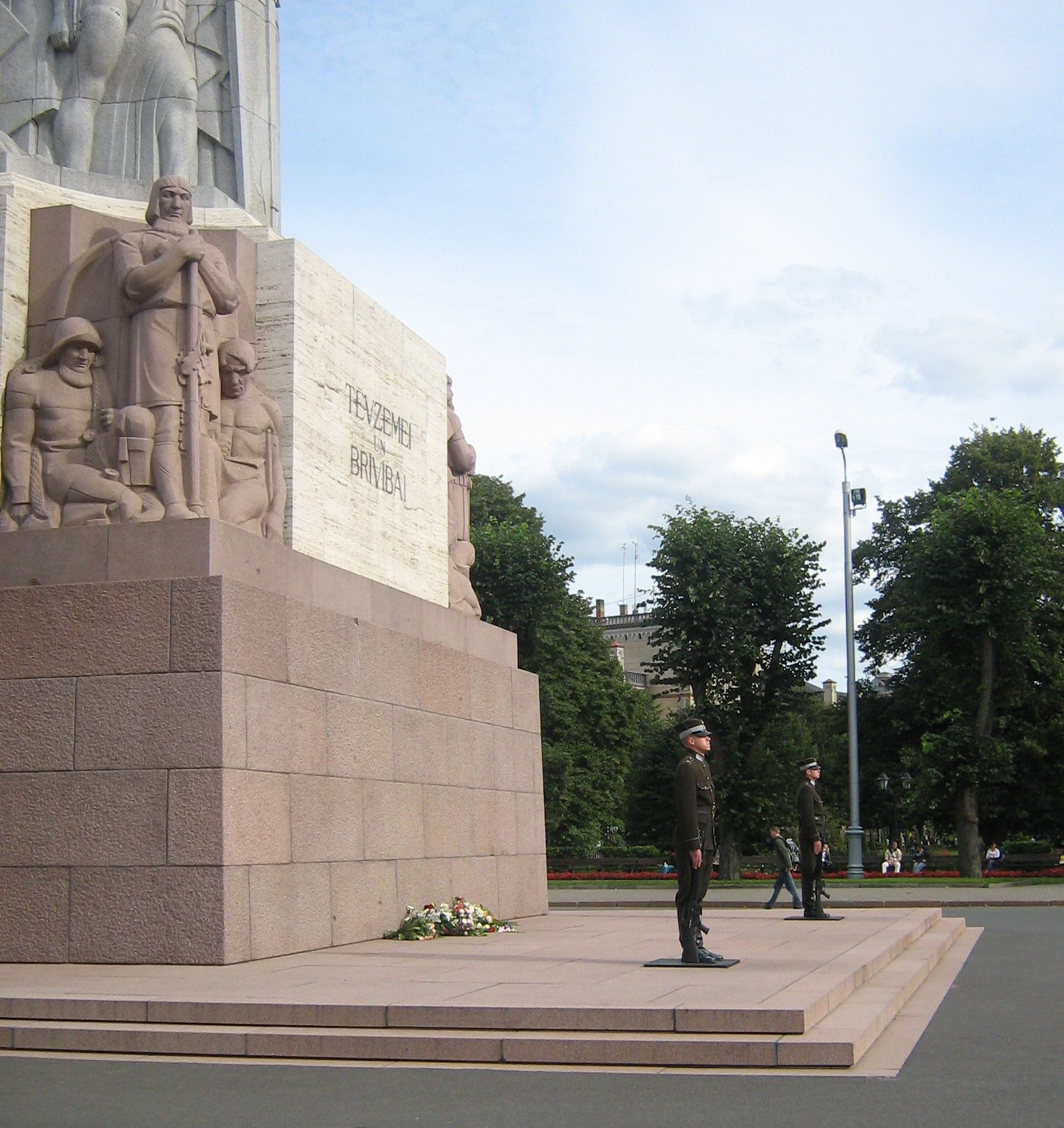
Ehrengarde am Sockel des Denkmals

Das Freiheitsdenkmal ist bei den Letten ein beliebter Ort zum Versammeln anlässlich wichtiger Ereignisse. Hochzeitspaare legen Blumen am Fuße des Denkmals nieder, zum Schul- oder Studienabschluss kommen Schüler und Studenten hierher. Beim Liederfest werden auch an der Freiheitsstatue Bühnen aufgebaut.
Während der Singenden Revolution wurde der Platz um das Freiheitsdenkmal ständig für Versammlungen und Diskussionen genutzt.
Am „Tag der Unabhängigkeit“ (18. November), dem lettischen Nationalfeiertag, finden hier verschiedene Veranstaltungen statt.
Am 16. März findet jährlich der international kritisierte Marsch der Legionäre (von Veteranen der Lettischen Legion der Waffen-SS) zum Freiheitsdenkmal statt. Von 2003 bis 2004 befanden sich auf beiden Seiten des Denkmals mit Kränzen dekorierte Masten, die jedoch wegen der sehr kontroversen Diskussion in der lettischen Bevölkerung über den optischen Eindruck dieser Maßnahme wieder abgebaut wurden.
Das Freiheitsdenkmal wird tagsüber von einer Ehrengarde bewacht, die zwischen 9 und 18 Uhr stündlich wechselt. Ausländische Politiker halten hier ihre Ansprachen, so zum Beispiel die US-Präsidenten Bill Clinton 1994 und George W. Bush im Jahre 2005.
Koordinaten: 56° 57′ 5,6″ N, 24° 6′ 47,6″ O